# Nicolaes Lauwers
Nicolaes Lauwers (Anversa, 1600 – Anversa, 1652) è stato un incisore fiammingo.

## Biografia
Secondo RKD entrò nella Corporazione di San Luca di Anversa nel 1619, e aprì un laboratorio di stampa poco dopo quello sul Lombardenvest, chiamato In de scryvende Hand (nella mano dello scrittore).
L'8 febbraio 1628 sposò Maria Vermeulen e divenne decano della Corporazione nel 1635. Ebbe come allievi Nicolaes Pitau e Hendrick Snyers, oltre al suo giovane fratello Conrad. È noto per le stampe da Peter Paul Rubens e Gerard Seghers.

## Incisioni
- ‘'Jupiter and Mercury with Philemon and Baucis'’ da Jacob Jordaens.
- ‘'The Triumph of the Holy Sacrament'’ da Peter Paul Rubens.
- ‘'Adoration of the Three Kings’' da Pieter Paul Rubens.
- ‘'Jesus Christ before Pilate'’ da Pieter Paul Rubens.
- ‘'The descent from the Cross'’ da Pieter Paul Rubens.
- ‘'The concert of Saint- Cecilia'’ da Gerard Seghers.